# Liste der Menhire in Brandenburg
Die Liste der Menhire in Brandenburg umfasst alle bekannten Menhire auf dem Gebiet des heutigen Bundeslandes Brandenburg. Menhire sind eine für Brandenburg untypische Erscheinung. Einzeln stehende Menhire sind gar nicht überliefert. Lediglich zwei mögliche Menhiranlagen sind bekannt. Beide wurden aber bereits im 18. oder frühen 19. Jahrhundert zerstört.

## Liste der Menhire
- Menhir: Nennt die Bezeichnung des Menhirs sowie gebräuchliche Alternativbezeichnungen
- Ort: Nennt die Gemeinde und ggf. den Ortsteil, in dem sich der Menhir befindet.
- Landkreis: Nennt den Landkreis, dem die Gemeinde angehört. MOL: Landkreis Märkisch-Oderland; UM: Landkreis Uckermark
- Typ: Unterscheidung verschiedener Untertypen:[1]
  - Menhiranlage: eine Gruppe aufgerichteter Steine mit anderer als kreisförmiger oder linearer bzw. mit unklarer Anordnung

| Menhir                                   | Ort                    | Landkreis | Typ                     | Anmerkungen | Bild                      |
| ---------------------------------------- | ---------------------- | --------- | ----------------------- | ----------- | ------------------------- |
| Menhiranlage von Ellingen („Jeckentanz“) | Prenzlau, OT Ellingen  | UM        | vermutlich Menhiranlage | zerstört    | Menhiranlage von Ellingen |
| Menhiranlage von Sternebeck              | Prötzel, OT Sternebeck | MOL       | vermutlich Menhiranlage | zerstört    |                           |